# RockMelt
RockMelt — соціальний веббраузер, що його розробляє однойменна американська компанія. Проєкт фінансує розробник браузера Netscape Navigator Марк Андріссен. Продукт засновується на вихідних кодах Chromium.
Розробку проєкту було розпочато в 2009 році, після того, як Марк Андріссен заснував венчурний фонд для інвестицій у технологічні проєкти. Розробкою програми зайнялися колишні колеги Марка: Ерік Вішрія і Тім Хоус.
Проєкт розробляється на основі вихідних кодів браузера Chromium, який використовує для відображення сторінок вільний рушій WebKit, а для обробки JavaScript — «V8».

## Можливості
Браузер оснащений вбудованими інструментами, що дозволяють працювати з соціальними мережами. З лівого боку вікна програми розташована вертикальна панель з фотографіями обраних друзів з профілю на сайті Facebook. На панелі, розташованій в правій частині вікна, знаходяться повідомлення про зміну стану облікового запису на таких сервісах, як Facebook, Twitter, BoingBoing та інших (є можливість управління панеллю). За допомогою вбудованих засобів можна обмінюватися повідомленнями в соціальних мережах, працювати з мікроблога в окремих вікнах. Біля вікна вашого браузера розташована кнопка «Share», що дозволяє ділитися посиланнями на матеріали з друзями або розміщувати їх в блозі.
При введенні запитів в рядок пошуку, результати пошуку в Google відображаються в спадному списку нижче, це дозволяє позбутися від відвідування пошукової сторінки Google.

## Синхронізація
Користувальницькі налаштування зберігаються на серверах Facebook і синхронізуються з браузером за допомогою «хмарної» синхронізації.